# Hickory 250 1962
Hickory 250 1962 var ett stockcarlopp ingående i Nascar Grand National Series (nuvarande Nascar Cup Series) som kördes 5 maj 1962 på den 0,4 mile (644 meter) långa ovalbanan Hickory Motor Speedway i Hickory i North Carolina. Totalt avverkades 100 miles (160,934 km) fördelat på 250 varv. Banunderlaget var dirt. Loppet vanns av Jack Smith i en Pontiac ägd av Smith själv på tiden 1:24.15. Smiths snitthastighet var 71.216 mph. Smith som startade från Pole position ledde samtliga 250 varv från start till mål med ett varvs marginal före tvåan Rex White. Prispotten uppgick till 4 325 dollar, varav 1 000 dollar gick till segraren.

## Resultat
| Plc     | Nr | Förare          | Team/ bilägare        | Konstruktör | Start | Varv | Ledda varv |
| ------- | -- | --------------- | --------------------- | ----------- | ----- | ---- | ---------- |
| 1       | 47 | Jack Smith      | Jack Smith            | Pontiac     | 1     | 250  | 250        |
| 2       | 4  | Rex White       | Rex White             | Chevrolet   | 3     | 248  | 0          |
| 3       | 8  | Joe Weatherly   | Bud Moore Engineering | Pontiac     | 7     | 246  | 0          |
| 4       | 2  | Jim Paschal     | Cliff Stewart Racing  | Pontiac     | 13    | 240  | 0          |
| 5       | 75 | Ralph Earnhardt | Robert Smith          | Pontiac     | 6     | 237  | 0          |
| 6       | 43 | Richard Petty   | Petty Enterprises     | Plymouth    | 4     | 234  | 0          |
| 7       | 60 | Tom Cox         | Ray Herlocker         | Plymouth    | 16    | 231  | 0          |
| 8       | 1  | George Green    | Jess Potter           | Chevrolet   | 18    | 229  | 0          |
| 9       | 19 | Herman Beam     | Herman Beam           | Ford        | 19    | 223  | 0          |
| 10      | 85 | Johnny Allen    | Monroe Shook          | Chevrolet   | 5     | 221  | 0          |
| 11      | X  | John Hamby      | i.u.                  | Ford        | 17    | 197  | 0          |
| 12      | 17 | Fred Harb       | Fred Harb             | Ford        | 11    | 172  | 0          |
| 13      | 11 | Ned Jarrett     | B.G. Holloway         | Chevrolet   | 9     | 167  | 0          |
| 14      | 27 | Junior Johnson  | Rex Lovette           | Pontiac     | 2     | 145  | 0          |
| 15      | 48 | G.C. Spencer    | GC Spencer Racing     | Chevrolet   | 10    | 145  | 0          |
| 16      | 34 | Wendell Scott   | Scott Racing          | Chevrolet   | 12    | 141  | 0          |
| 17      | 6  | Cotton Owens    | Cotton Racing         | Pontiac     | 8     | 126  | 0          |
| 18      | 18 | Stick Elliott   | Toy Bolton            | Ford        | 14    | 96   | 0          |
| 19      | 62 | Curtis Crider   | Curtis Crider         | Mercury     | 15    | 31   | 0          |
| 20      | 50 | Bobby Waddell   | Bobby Waddell         | Dodge       | 20    | 1    | 0          |
| Källor: |    |                 |                       |             |       |      |            |